# Ivica Banović
Ivica Banović (* 2. August 1980 in Zagreb, SFR Jugoslawien) ist ein ehemaliger kroatischer Fußballspieler und heutiger -trainer.

## Karriere

### NK Zagreb
Der in Zagreb geborene Mittelfeldspieler Banović begann im Alter von sechs Jahren beim NK Zagreb und durchlief dort die Jugendabteilungen des Vereins. 1997 machte er sein erstes Spiel in der Ersten Kroatischen Fußball-Liga. Nach elf Einsätzen in der ersten Saison unterschrieb er einen Profivertrag für diesen Verein und machte in den folgenden zwei Spielzeiten weitere 51 Spiele, in denen ihm neun Tore gelangen.

### Werder Bremen
Im Sommer 2000 wechselte der Mittelfeldspieler vom kroatischen Hauptstadtklub NK Zagreb zu Werder Bremen. Dort bestritt er in vier Jahren 52 Bundesliga-Spiele und erzielte zwei Tore. In seiner letzten Saison bei Werder wurde Banović von Thomas Schaaf dem Amateurkader zugerechnet, spielte aber auch für die Profimannschaft. Für die Amateure des SV Werder Bremen absolvierte er fünf Regionalligaspiele, in denen er fünf Tore erzielte.

### 1. FC Nürnberg
Im Sommer 2004 wechselte der kroatische Nationalspieler zum 1. FC Nürnberg. Obwohl er dort regelmäßig zum Einsatz kam, gelang ihm in drei Spielzeiten der endgültige Durchbruch zum Stammspieler nicht. Deshalb wurde sein 2006/07 auslaufender Vertrag von Nürnberger Seite nicht mehr verlängert. Sein letztes Pflichtspiel für die Franken war das gewonnene Finale im DFB-Pokal 2006/07. Dort wurde er in der 115. Minute für Javier Pinola eingewechselt.

### SC Freiburg und MSV Duisburg
Banović wechselte zur Saison 2007/08 zum Zweitligisten SC Freiburg und erhielt dort einen Vertrag bis zum 30. Juni 2009, der auch nach dem Aufstieg der Freiburger für die Saison 2009/10 verlängert wurde. In der Winterpause der Saison 2010/11 wurde Banović an den Zweitligisten MSV Duisburg verliehen, nachdem er in der Hinrunde nur zu zwei Bundesliga-Einsätzen für die Freiburger gekommen war. Zudem sicherte sich der MSV eine Option zur Weiterverpflichtung.

### Energie Cottbus und Hallescher FC
Am 3. August 2011 verpflichtete der Zweitligist Energie Cottbus Banović bis zum 30. Juni 2014. Nachdem Energie am Ende der Saison 2013/2014 als Tabellenletzter abgestiegen war, erhielt Banovic keinen neuen Vertrag in Cottbus. Im Juni 2014 unterschrieb er einen Vertrag bis 2016 beim Drittligisten Hallescher FC.

### Karriereausklang und Trainertätigkeit in Freiburg
Im Sommer 2016 wechselte Banović zur zweiten Mannschaft des SC Freiburg in die Oberliga Baden-Württemberg. Im Anschluss an die Regionalligasaison 2018/19 beendete der Kroate seine aktive Karriere. Daraufhin wechselte er in den Trainerstab der Freiburger Fußballschule und trainierte als Co-Trainer in der Saison 2019/2020 die U15-Mannschaft des SC. 2023/24 trainierte er die U19 Dinamo Zagrebs. In der Winterpause 2024/25 übernahm Banović die U17 des Vereins.

### Nationalmannschaft
Am 18. August 2004 gab Banović sein Debüt in der kroatischen Nationalmannschaft. Zwei Monate später kam er in einem WM-Qualifikationsspiel gegen Bulgarien zu seinem zweiten und letzten Einsatz für das kroatische Nationalteam.

## Erfolge
- Deutscher Meister: 2004 mit Werder Bremen
- DFB-Pokal-Sieger: 2004 mit Werder Bremen und 2007 mit dem 1. FC Nürnberg
- Aufstieg in die Fußball-Regionalliga Südwest: 2017 mit dem SC Freiburg II